# Соневі
Соневі (Leithiinae) — підродина ссавців ряду гризунів. 
Входить до складу родини вовчкових (Gliridae) разом з підродинами Графіурових (Graphiurinae) та власне вовчкових (Glirinae).
Соні - дрібні і середні за розмірами гризуни, зовні схожі на Мишаків чи на вивірок, у зв'язку з чим їх неодноразово рекласифікували: то як групу у складі мишовидих, то як вивірковидих, проте зараз, як і всіх представників родини вовчкові, відносять до вивірковидих (Sciuromorpha).

## Морфологія
Довжина тіла від 8 до 20 см. Хвіст зазвичай трохи коротше за тіло - 4-17 см; у більшості сонь він пухнастий, у селевіній і мишоподібних сонь - напівголий. Очі і вуха добре розвинені, останні округлі, без пензликів на кінцях. Кінцівки відносно короткі. На передніх кінцівках 4 пальці, на задніх - 5. I палець задньої кінцівки іноді не має кігтя, на решті пальців кігті добре розвинені: вони короткі, але дуже гострі. За винятком селевіній і мишоподібних сонь у решти всіх видів розвинені підошовні мозолі. Волосяний покрив густий і м'який, але короткий. Забарвлення спини однотонне, від сірчастого до охристо-бурого. Сосків від 4 до 6 пар. Зубів 16 або 20.

## Класифікація
Це найбільший за числом родів таксон вовчкових: у його складі 4 роди:
- рід Chaetocauda
  - Chaetocauda sichuanensis
- рід Соня (Dryomys Thomas, 1906) 
  - Dryomys laniger

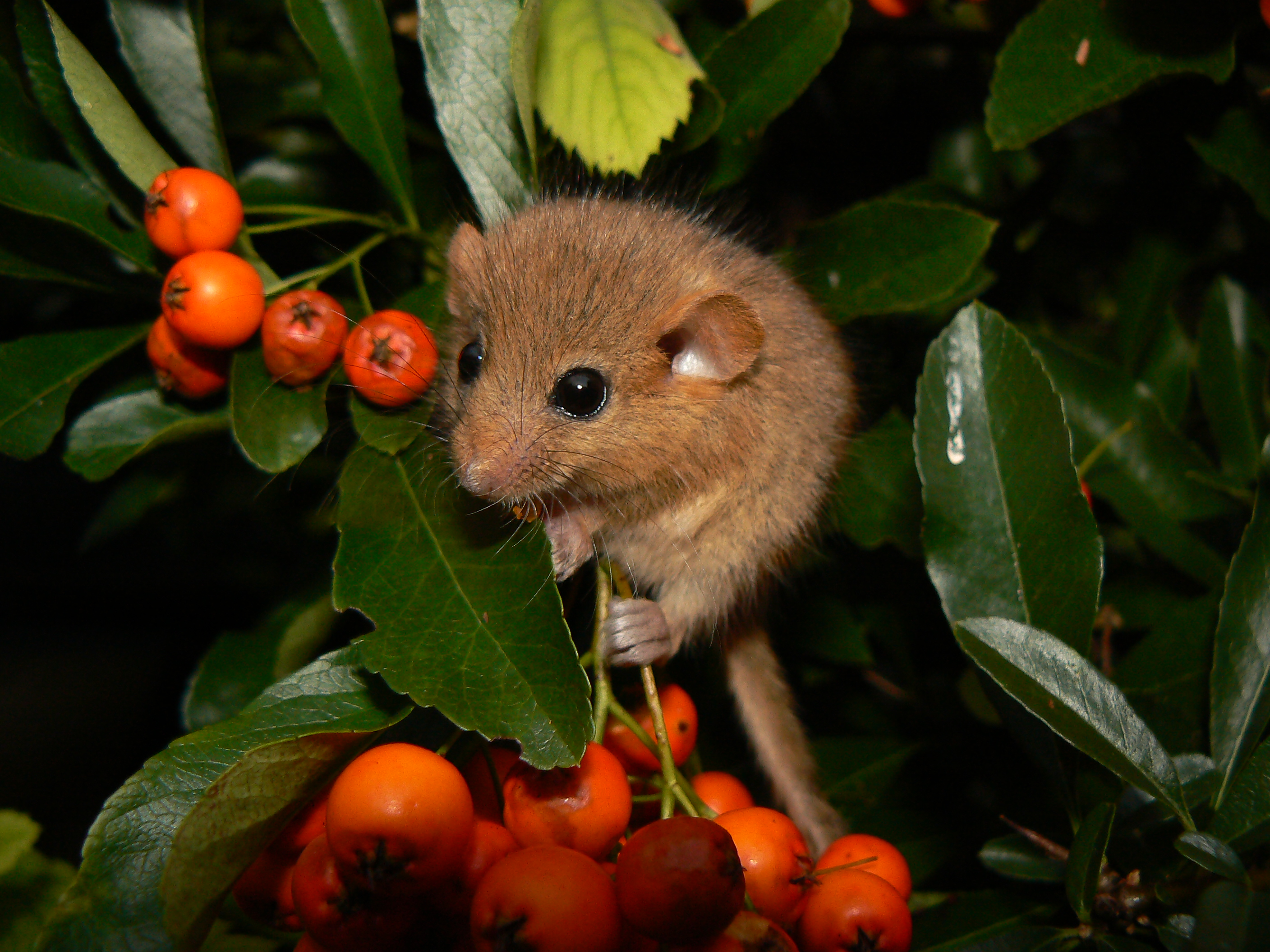
Ліскулька руда — найменша в родині

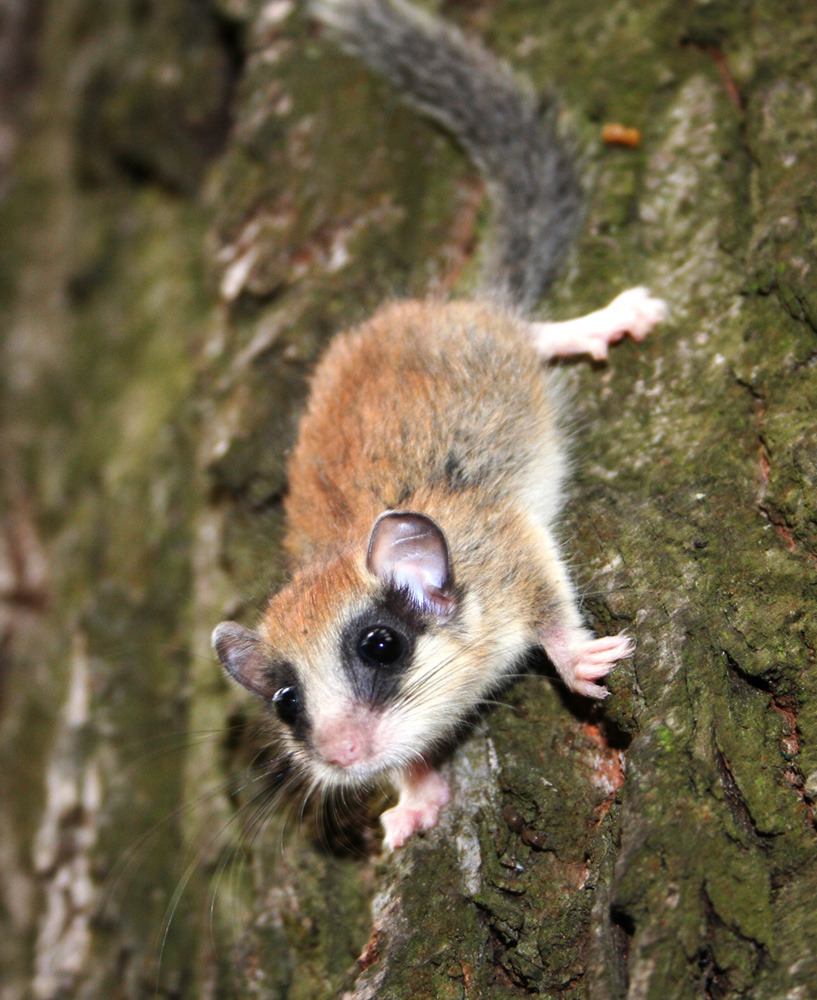
Соня лісова — найпоширеніший вид родини

  - Соня лісова (Dryomys nitedula (Pallas, 1779))
  - Dryomys sichuanensis
- рід Жолудниця, або садова соня (Eliomys Wagner, 1843) 
  - Жолудниця азійська (Eliomys melanurus)
  - Жолудниця магрибська (Eliomys munbyanus)
  - Жолудниця європейська (Eliomys quercinus (Linnaeus, 1766))
- рід Ліскулька (Muscardinus)
  - Ліскулька руда (Muscardinus avellanarius)
- рід Міомім, або "мишовидна соня" (Myomimus) 
  - Myomimus personatus
  - Myomimus roachi
  - Myomimus setzeri
- рід Селевінія (Selevinia) (часто як окрема підродина!)
  - Селевінія (Selevinia betpakdalaensis)
- рід †Leithia
- рід †Hypnomys

## Поширення
Більшість сонь мешкають в межах Палеарктики, від Північної Африки, Європи і Малої Азії до Алтаю, Північно-західного Китаю і Японії. 
У теріофауні України є два види: Соня лісова (Dryomys nitedula (Pallas, 1779)) та Жолудниця європейська (Eliomys quercinus (Linnaeus, 1766))

## Особливості біології
Більшість сонь - лісові тварини, ведуть нічний спосіб життя (виняток становлять деякі мешканці вологих тропічних лісів). Віддають перевагу широколистяним і змішаним лісам. Водяться також в лісостепі; у горах селяться до висоти 3500 м над рівнем моря. Більшість видів проводять багато часу на деревах. Деякі соні майже не спускаються на землю, інші (мишоподібні соні) ведуть в основному наземний спосіб життя. Притулки соні розташовують в дуплах, в гніздах серед гілок, в норах, під корінням дерев або під стовбурами, що впали. 
Харчуються соні горіхами, плодами і насінням, але також поїдають комах, яйця і дрібних птахів і деколи інших гризунів. Селевінія харчується переважно безхребетними. У помірній зоні соні до осені від'їдаються і на холодний період року впадають в сплячку, яка триває приблизно 6 місяців. Через цю звичку звірі і отримали свою назву. 
Протягом року у сонь, як правило, буває 1 (рідше 2) вагітності, в якому від 2 до 9 дитинчат. Період вагітності триває 21-28 днів. Тривалість життя в природних умовах від 2 до 5,5 років.
Місцями соні можуть шкодити садовим культурам. 